# Bonjeania segnis
Bonjeania segnis är en tvåvingeart som beskrevs av White 1915. Bonjeania segnis ingår i släktet Bonjeania och familjen stilettflugor. Inga underarter finns listade.